# Papilio paris
Espèce
Papilio paris ou Voilier lustré ou Paon de Paris est une espèce d'insectes lépidoptères qui appartient à la famille des Papilionidae, à la sous-famille des Papilioninae et au genre Papilio.
Elle est originaire du sous-continent indien et d'Asie du Sud-Est.

## Description

### Imago
Ce papillon a une envergure moyenne de 8 à 13,5 cm. Il est diurne.
Chez le mâle les ailes antérieures sont, à l'avers, noires saupoudrées d'écailles vertes irisées. Elles portent une mince bande plus claire plus ou moins marquée. Les ailes postérieures sont également noire saupoudrées d'écailles vertes irisées  et sont bordées de lunules blanches marginales. Elles sont prolongées par une queue en forme de spatule et ont une large macule bleu turquoise prolongée par un mince liseré vert jusqu'à l'angle tornal ainsi qu'une série de fines lunules submarginale vertes. L'angle tornal porte une ocelle rose marquée d'un point noir.
Au revers les ailes sont noires. Elles portent des macules blanches dans les espaces intraveineux de la partie submarginales. La base de l'aile est constellée d'écailles plus claires. Les ailes postérieures sont également constellées d'écailles plus claires de la base à la partie submarginale. Elles portent une série de lunules roses dans la partie submarginale, ces lunules se changent en ocelle rose marquée d'un point noir dans l'angle tornal. Les lunules sont surmontées de fines lunules bleu pâle.
Le corps est noir, saupoudré d'écailles vertes irisées sur le dessus.
La femelle ressemble au mâle mais est généralement plus pâle et plus terne. À l'avers la bande verte des ailes antérieures est généralement plus courte et plus incomplète que chez le mâle, tandis que la macule des ailes postérieures et souvent verte plutôt que bleue.

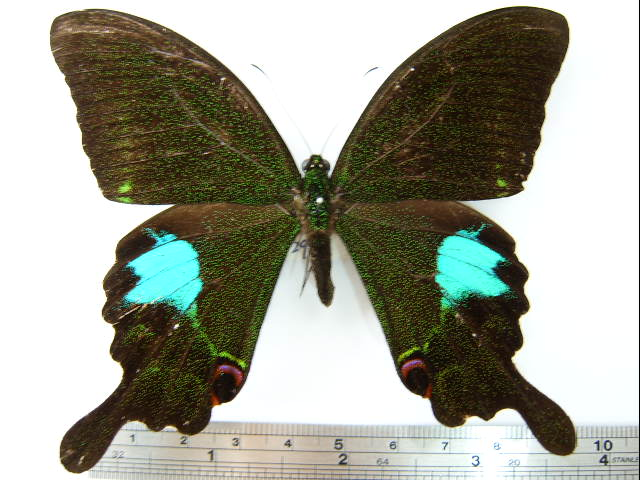
Papilio paris nakaharai, avers
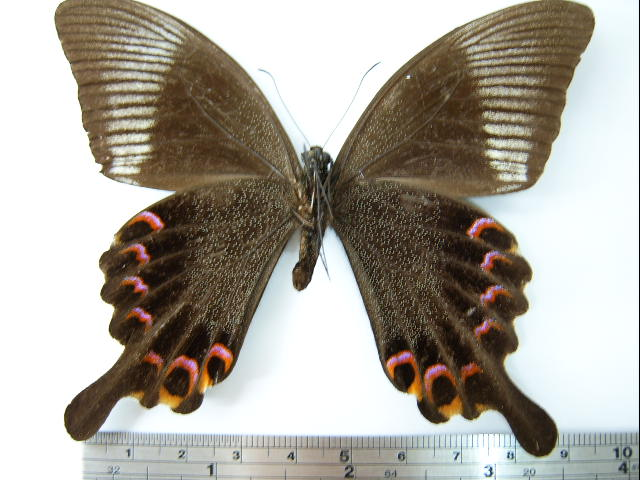
Papilio paris nakaharai, revers
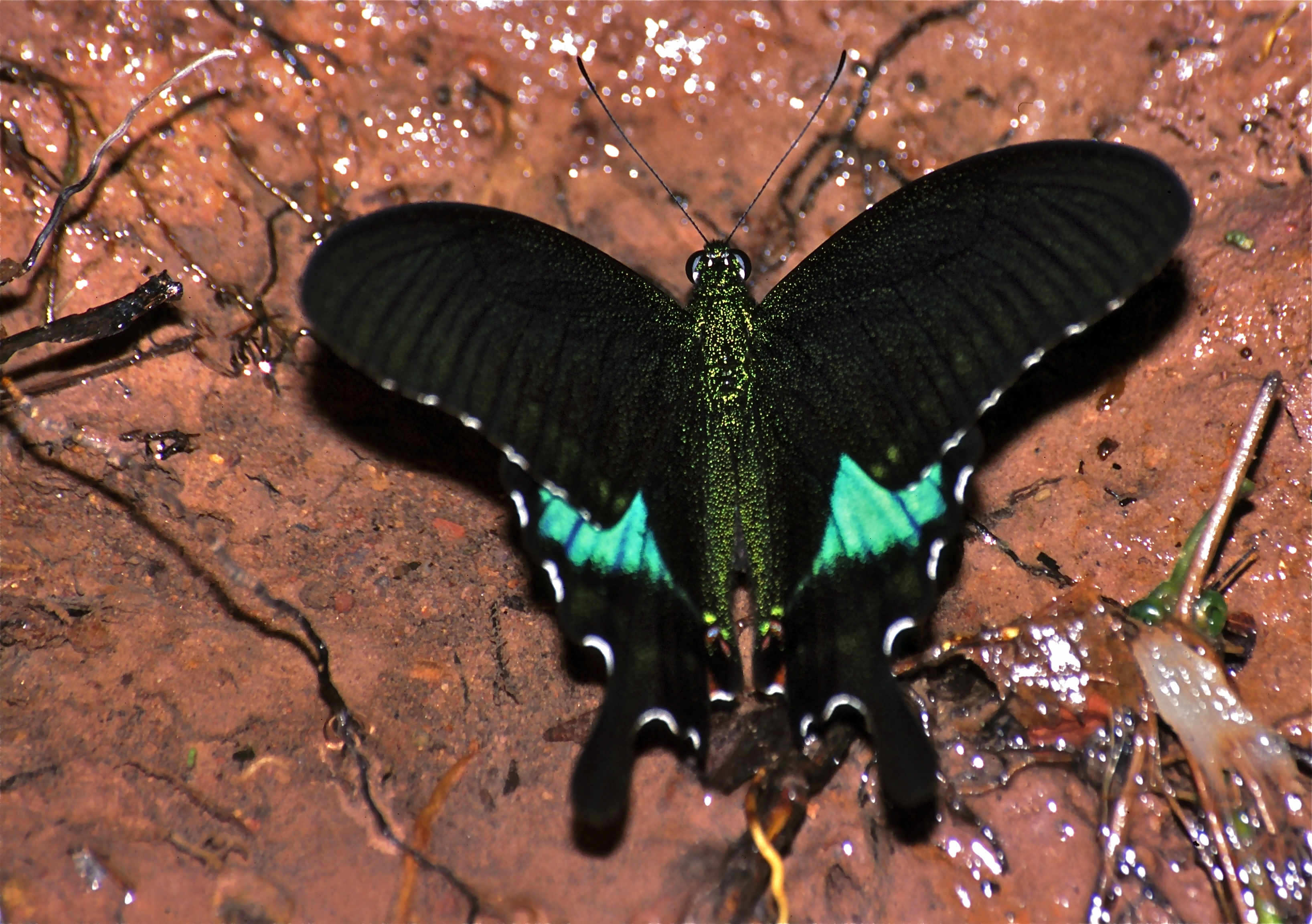
Papilio paris, parc national de Khao Yai, Thaïlande. Les lunules blanches marginales sont bien visibles

### Juvénile
Les oeufs sont sphériques et verdâtres. Ils sont pondus sous les feuilles de la plante-hôte. La chenille est verte avec des marques jaune-blanche. Son osmeterium est jaune. 

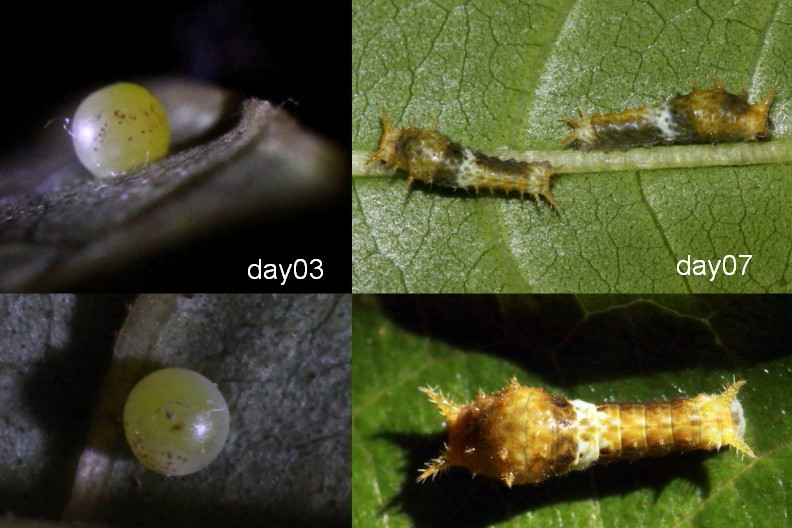
Œuf et larves
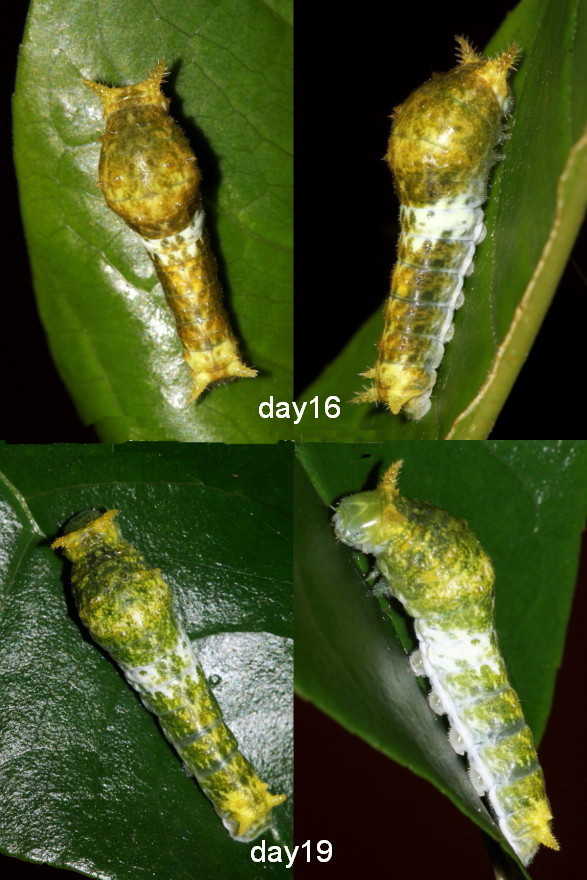
Chenilles
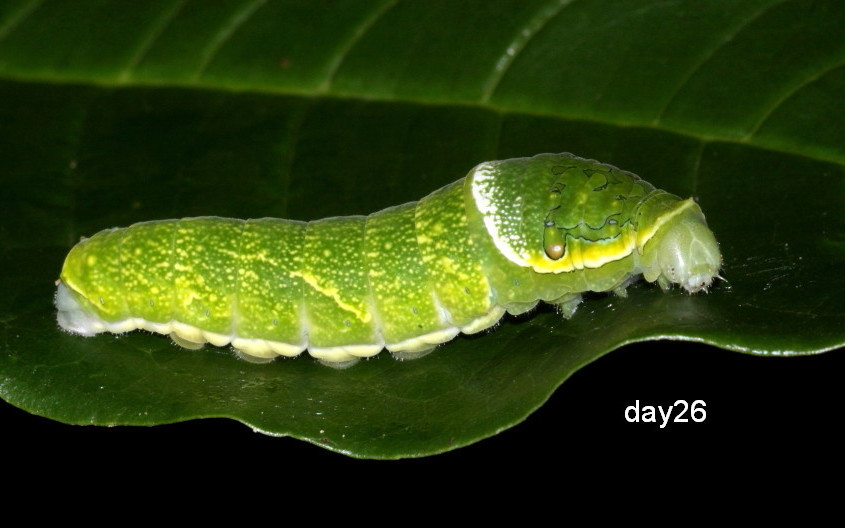
Chenille
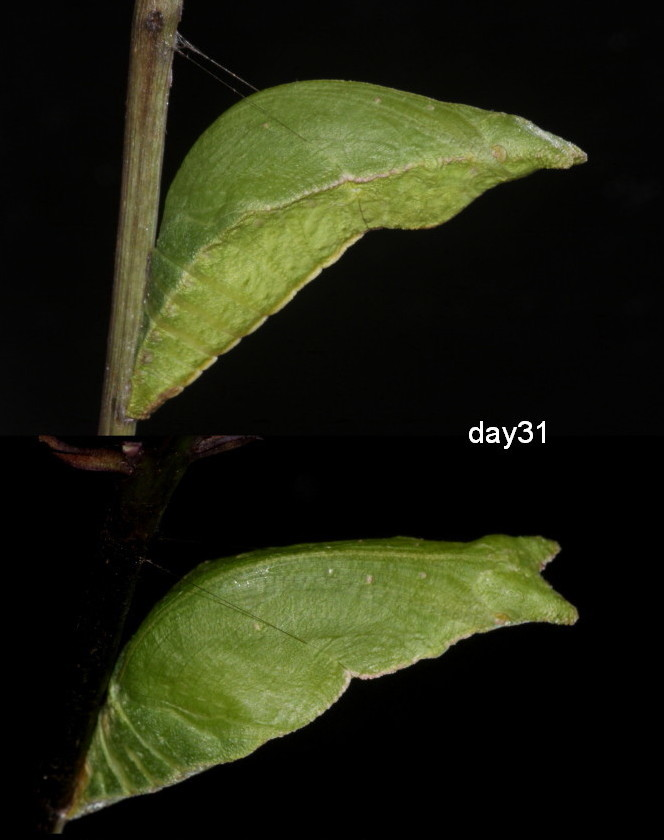
Chrysalide

## Écologie
La femelle pond ses oeufs sur la plante-hôte. Cette espèce utilise comme plante-hôte des plantes de la famille des Rutacées : Euodia lepta, Euodia lunur-ankenda, Euodia meliaefolia, Euodia roxburghiana, Euodia merrillii, Toddalia asiatica, Zanthoxylum armatum, Zanthoxylum avicennae, Zanthoxylum nitidum, Zanthoxylum ovalifolium et les espèces du genre Citrus,.
Comme toutes les espèces de Papilionides les chenilles possèdent derrière la tête un osmeterium, organe fourchu qu'elles déploient pour faire fuir les prédateurs. Elle se nourrissent des feuilles de la plante-hôte et à la fin du stade larvaire se changent en une chrysalide attachée à son support par son cremaster et par une ceinture de soie. À Hong-Kong le cycle complet dure 60 jours environ. Les adultes volent toute l'année sauf pendant l'hiver, de mi-décembre à mi-février.

Les adultes se nourrissent du nectar des fleurs. Les mâle sont parfois vus en train de faire du mud-puddling, mais les deux sexes sont le plus souvent observés en vol ou en train de planer tout en butiner des buissons fleuris.

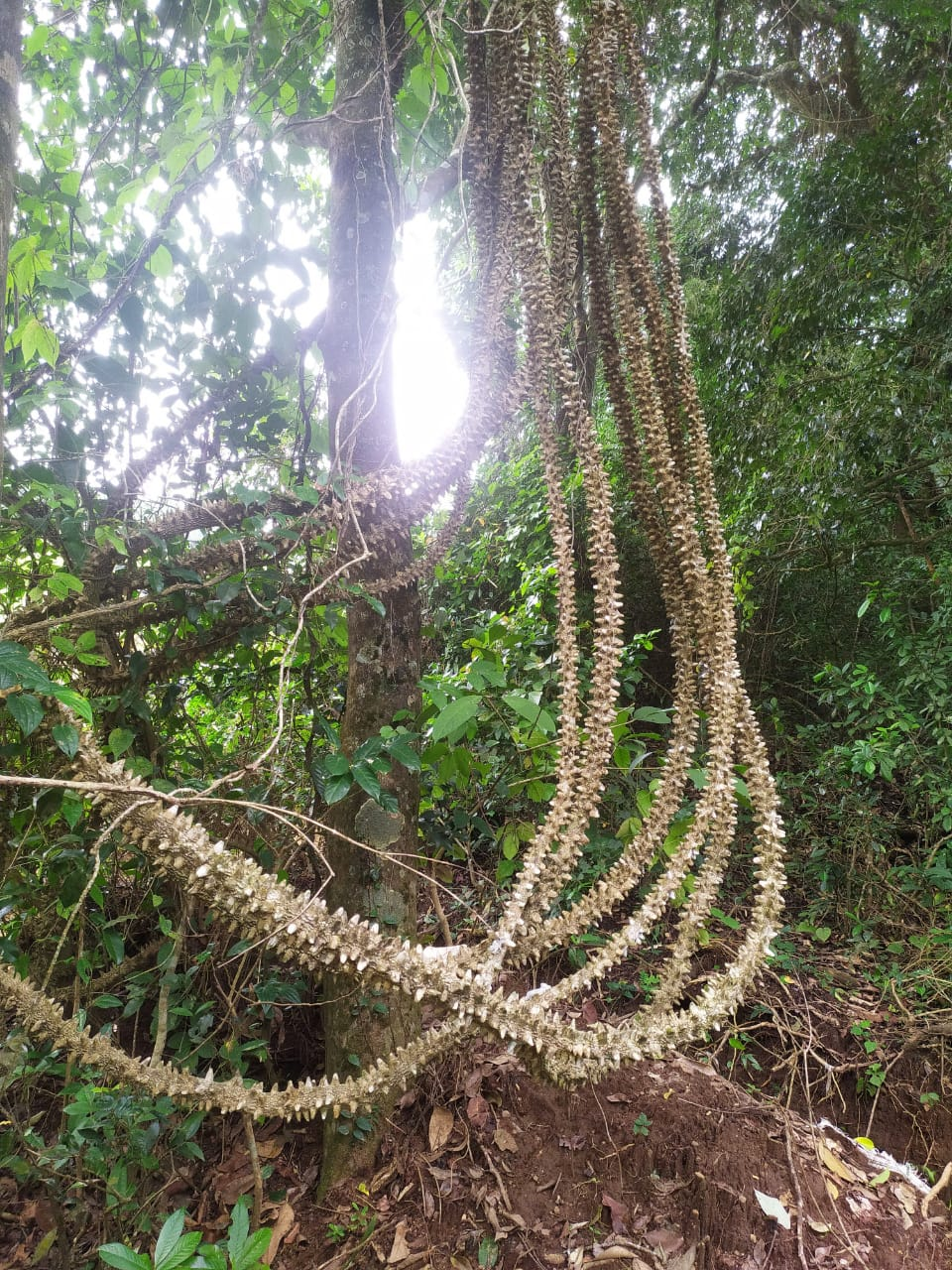
Toddalia asiatica, plante-hôte
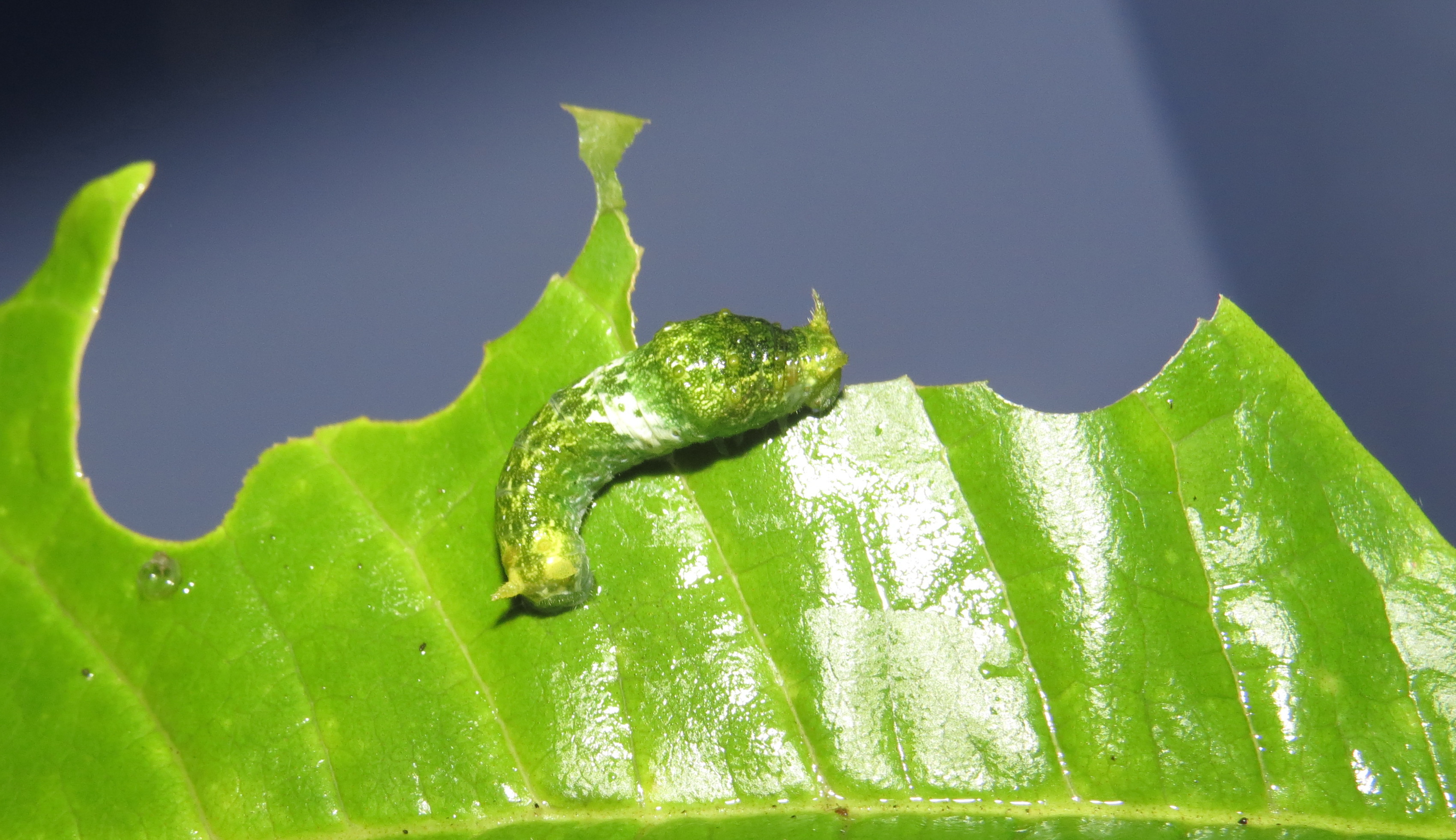
Chenille en train de se nourrir
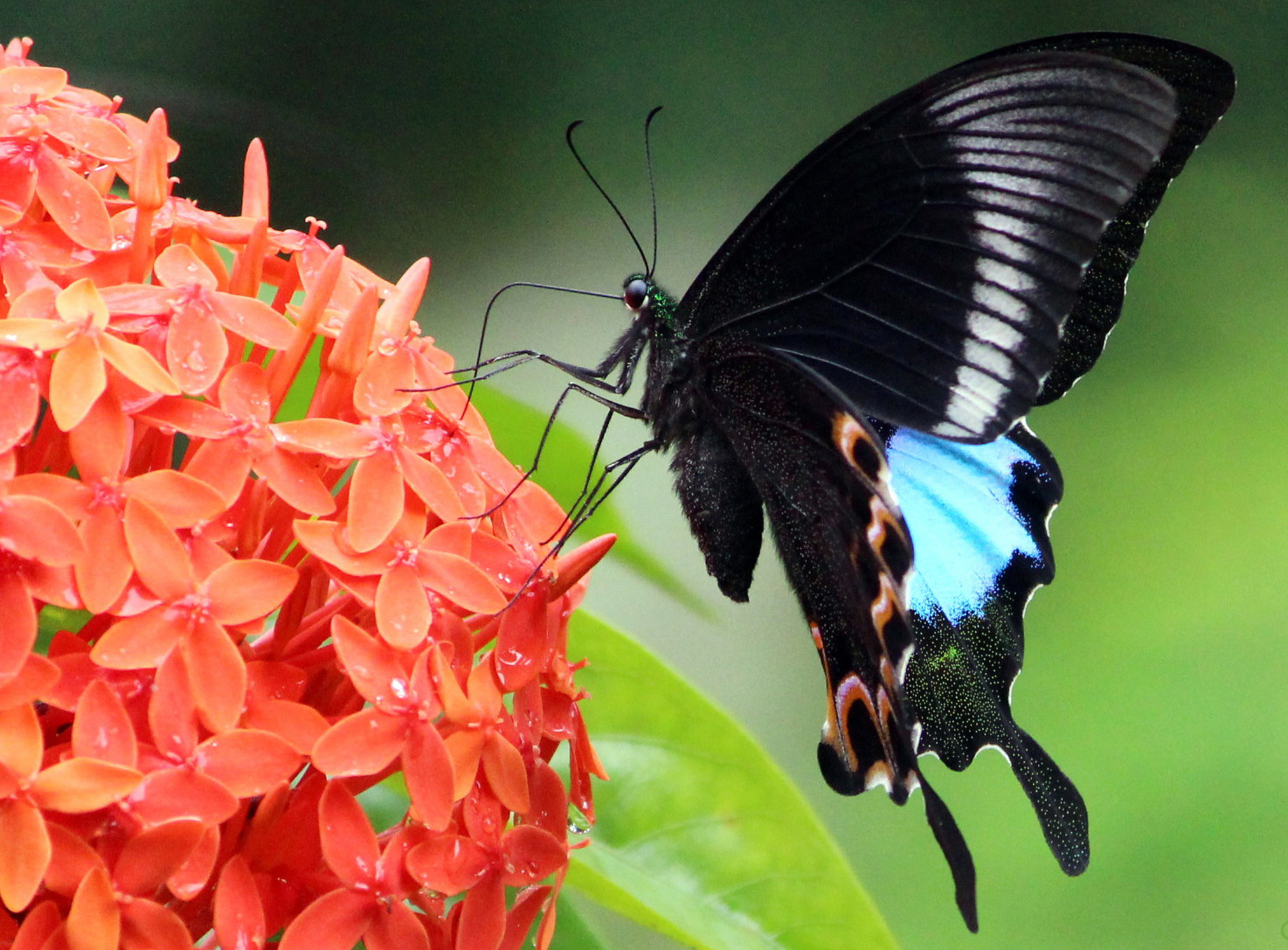
Adulte en train de se nourrir

## Habitat et répartition
Cette espèce est présente dans l'Himalaya de Kumaon à Sikkim, au Népal et au Bhoutan, dans les montagnes de l'Assam, de la Birmanie ainsi que dans la chaîne Tenasserim, jusqu'en Thaïlande, au Vietnam et dans la péninsule Malaise. Elle est commune au Sikkim, où l'on peut en rencontrer du Terraï jusqu'à 1 500 mètres d'altitude. En revanche, elle est rare en Birmanie ainsi qu'au Tenasserim. On peut également en rencontrer dans les Ghats occidentaux en Indeet en Indonésie.

## Systématique
Papilio paris a été décrit pour la première fois par Carl von Linné en 1758 dans son Systema naturae.

### Sous-espèces[10]
- Papilio paris arjuna Horsfield, 1828 — Java central
- Papilio paris battacorum Rothschild, 1908 — Nord-est du Sumatra
- Papilio paris chinensis Rothschild, 1895 — Ouest de la Chine
- Papilio paris gedeensis Fruhstorfer, 1893 — Ouest de Java
- Papilio paris hermosanus Rebel, 1906 — centre et Sud de Taïwan
- Papilio paris nakaharai Shirôzu, 1960 — Nord de Taïwan
- Papilio paris paris Linnaeus, 1758 — Nord-ouest de l'Inde, Sud-ouest de la Chine, Nord de la Thaïlande, Viêt Nam, Sud de la Birmanie
- Papilio paris tamilana Moore, 1881 — Sud de l'Inde
- Papilio paris tenggerensis Fruhstorfer, 1893 — Est de Java
- Paris paris dempo Okano, 1988 : Indonésie (mont Dempo)[6]

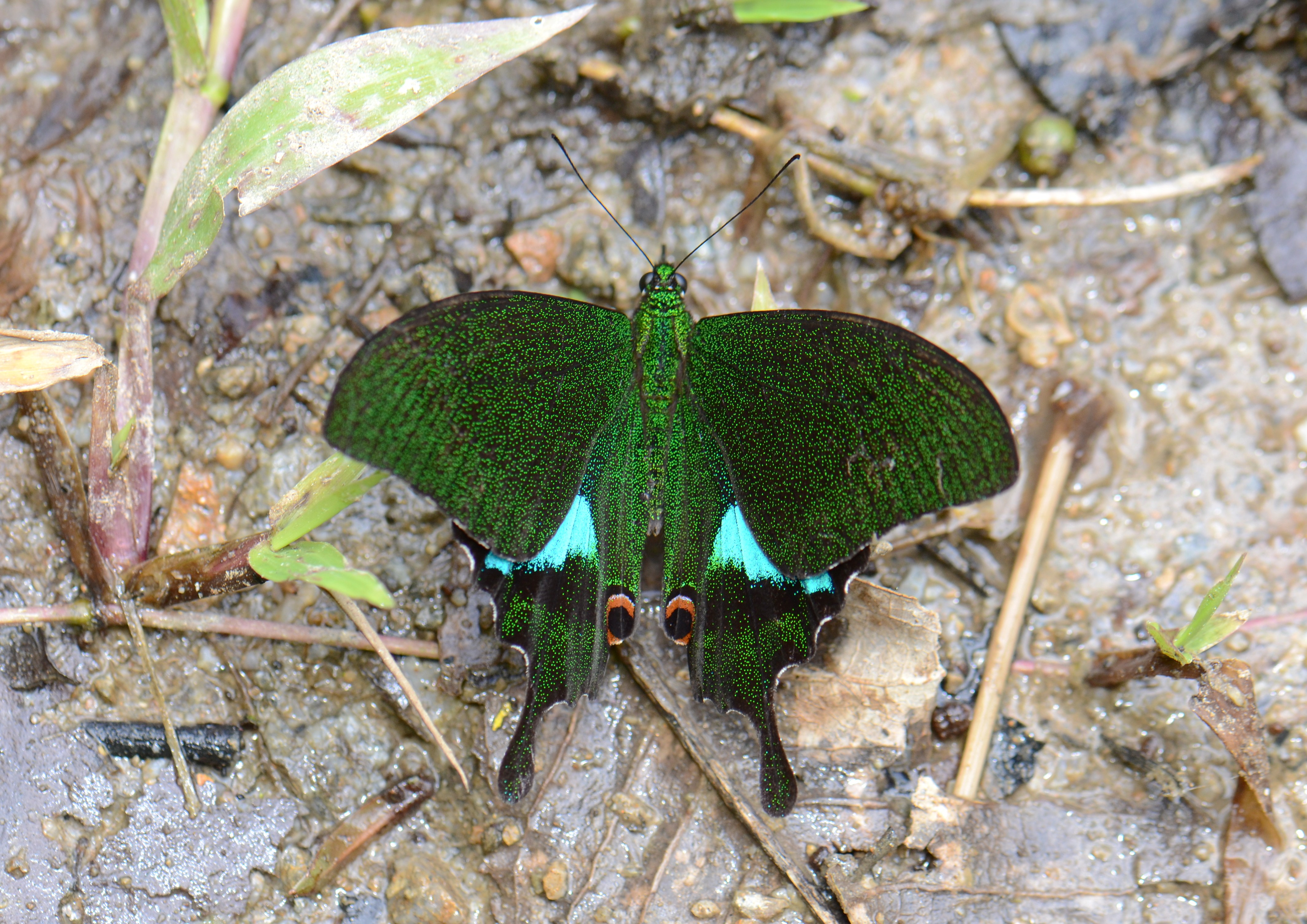
Papilio paris battacorum
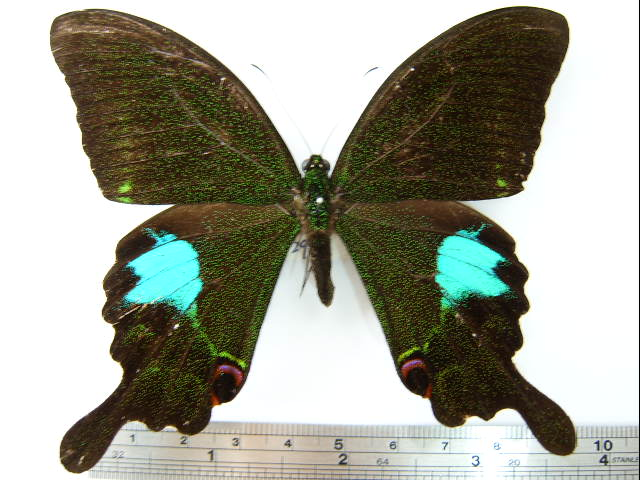
Papilio paris nakaharai (recto)
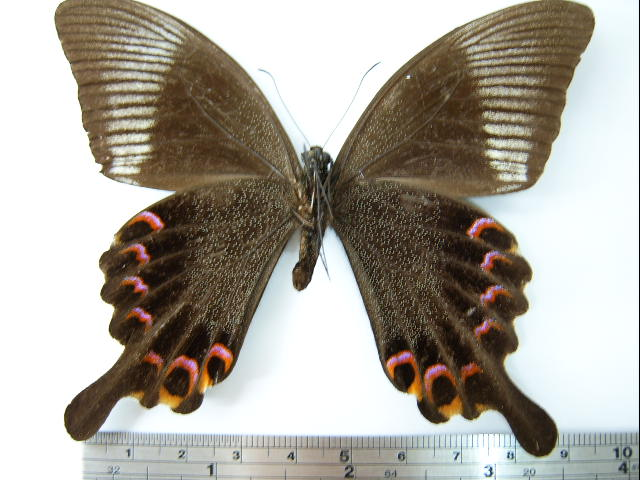
Papilio paris nakaharai (verso)
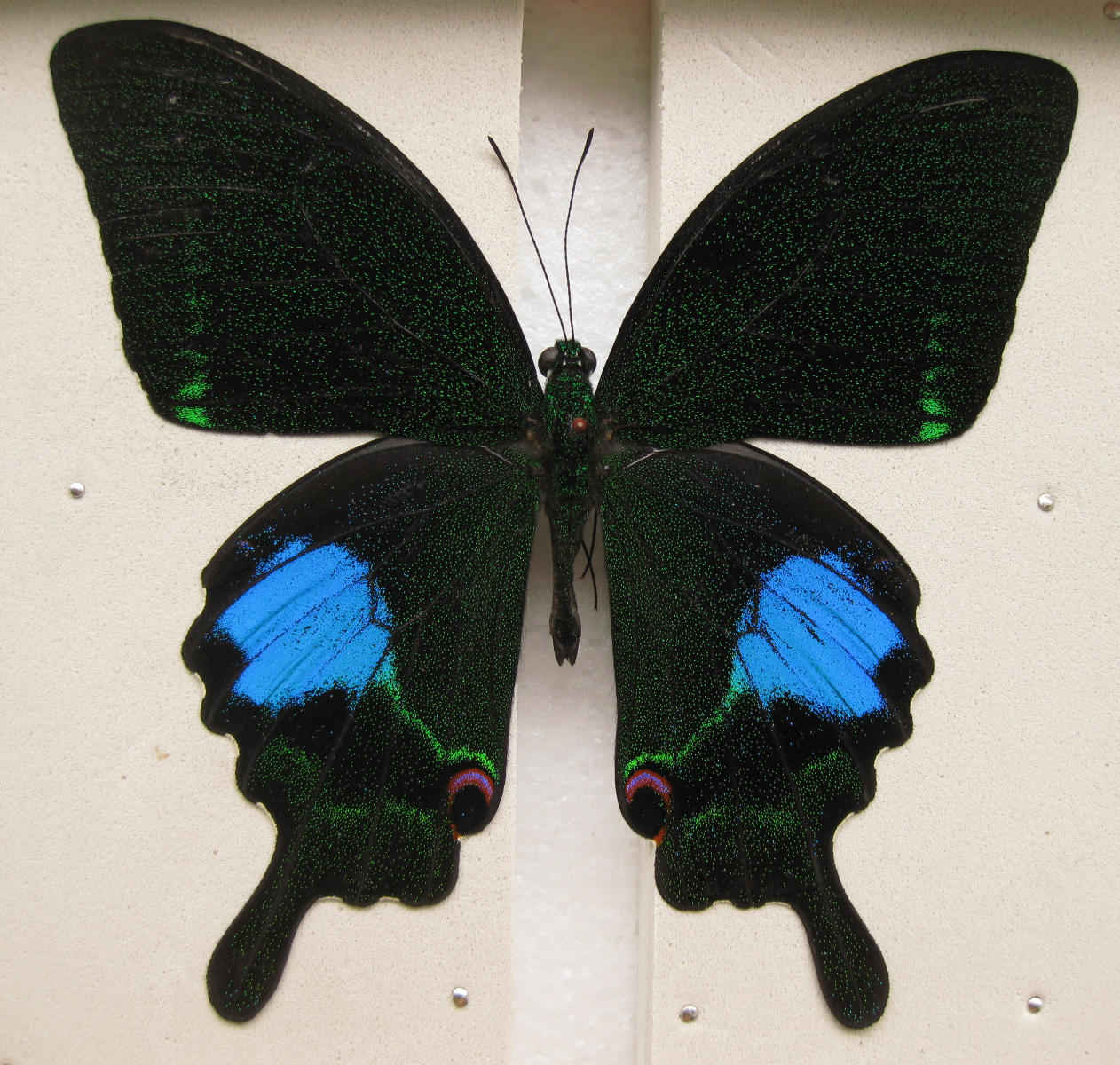
Papilio paris paris
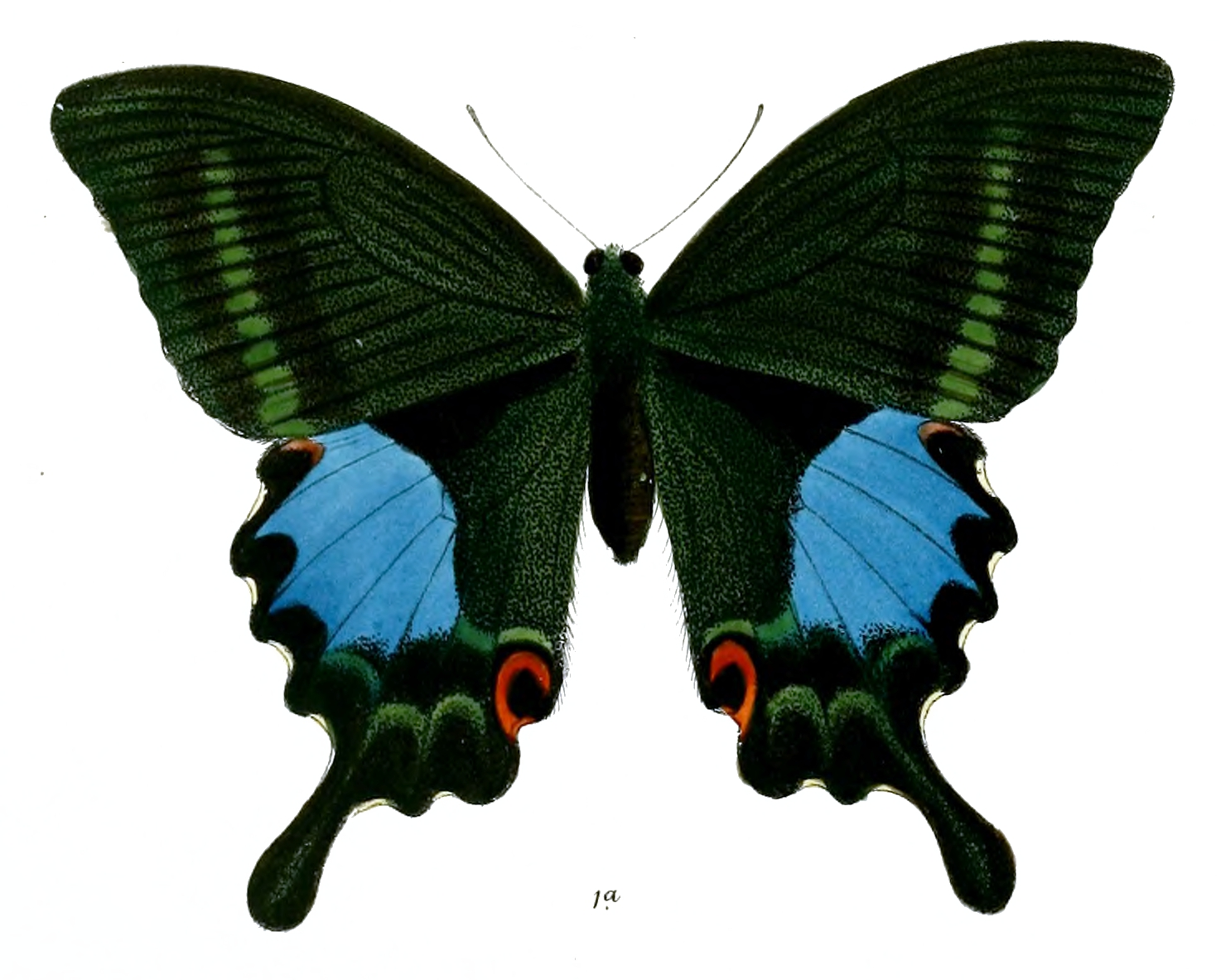
Papilio paris tamilana
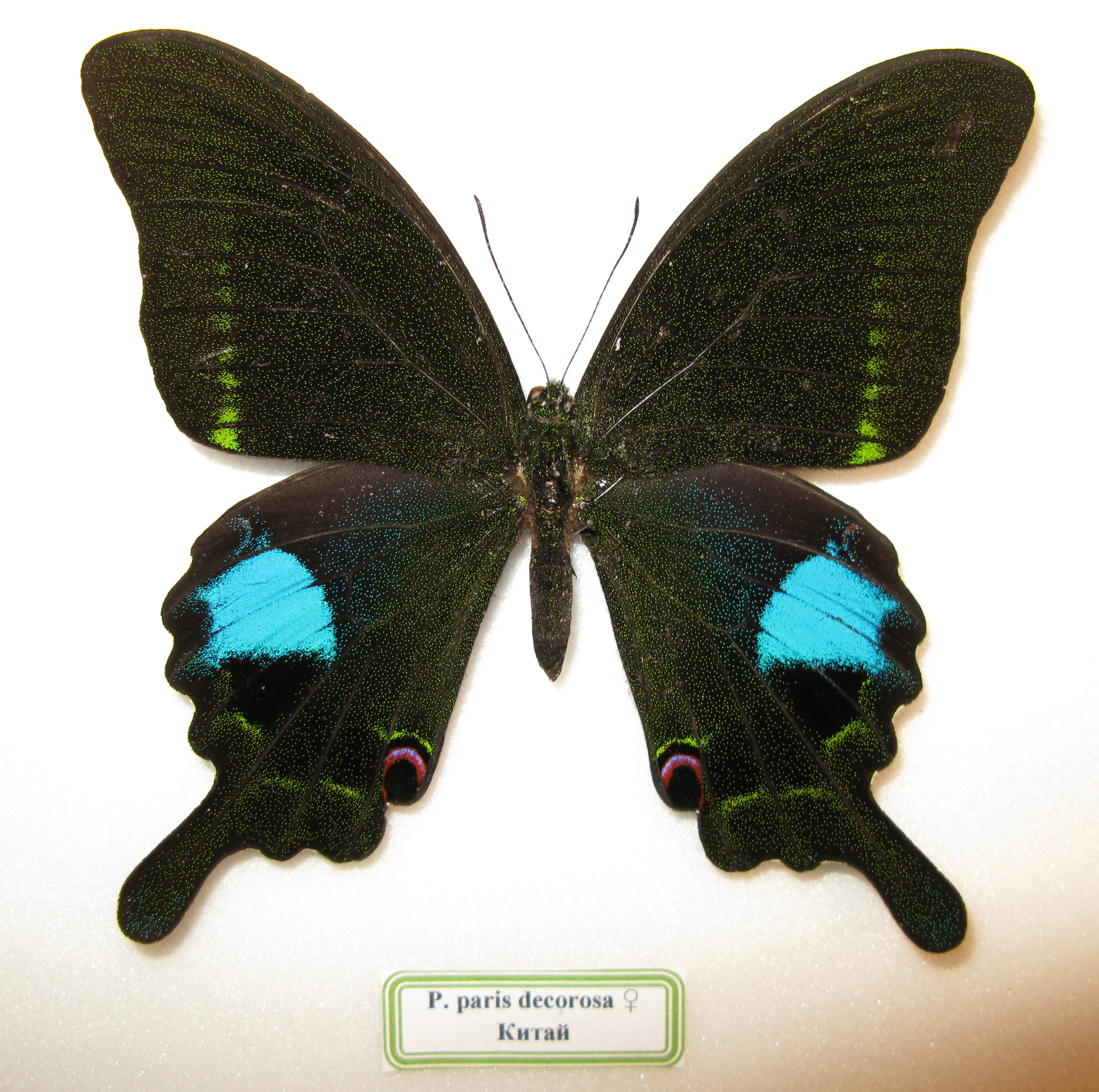
Papilio paris decorosa

## Papilio pariset l'Homme

### Nom vernaculaire
L'espèce est appelée en français "Voilier lustré" ou "Paon de Paris" et en anglais "Paris Peacock".

### Menaces et conservation
Cette espèce n'est pas évaluée par l'UICN et son statut actuel est inconnu. Son aire de répartition est vaste mais certaines sous-espèces peu répandues pourraient être vulnérables.

### Philatélie
Papilio paris figure sur plusieurs timbres, notamment un timbre de l'Abkhazie de 2003.

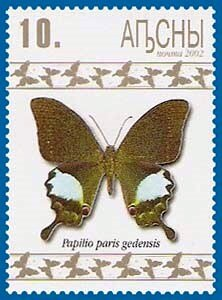
timbre de l'Abkhazie de 2003